# Сігрейвс (Техас)
Сігрейвс (англ. Seagraves) — місто (англ. city) в США, в окрузі Ґейнс штату Техас. Населення — 2153 особи (2020).

## Географія
Сігрейвс розташований за координатами 32°56′31″ пн. ш. 102°33′57″ зх. д. / 32.94194° пн. ш. 102.56583° зх. д. (32.941970, -102.565716).  За даними Бюро перепису населення США в 2010 році місто мало площу 3,76 км², уся площа — суходіл.

## Демографія
Згідно з переписом 2010 року, у місті мешкало 2417 осіб у 838 домогосподарствах у складі 610 родин. Густота населення становила 642 особи/км².  Було 950 помешкань (252/км²).
Расовий склад населення:
| - 73,4 % — білих - 5,7 % — чорних або афроамериканців - 0,7 % — корінних американців - 17,5 % — осіб інших рас |

До двох чи більше рас належало 2,7 %. Частка іспаномовних становила 65,6 % від усіх жителів.
За віковим діапазоном населення розподілялося таким чином: 31,1 % — особи молодші 18 років, 56,0 % — особи у віці 18—64 років, 12,9 % — особи у віці 65 років та старші. Медіана віку мешканця становила 32,1 року. На 100 осіб жіночої статі у місті припадало 96,8 чоловіків;  на 100 жінок у віці від 18 років та старших — 97,3 чоловіків також старших 18 років.
Середній дохід на одне домашнє господарство  становив 53 681 долар США (медіана — 48 750), а середній дохід на одну сім'ю — 56 303 долари (медіана — 53 333). За межею бідності перебувало 20,5 % осіб, у тому числі 35,8 % дітей у віці до 18 років та 12,5 % осіб у віці 65 років та старших.
Цивільне працевлаштоване населення становило 1049 осіб. Основні галузі зайнятості: сільське господарство, лісництво, риболовля — 24,5 %, освіта, охорона здоров'я та соціальна допомога — 24,4 %, роздрібна торгівля — 13,1 %, будівництво — 9,7 %.